# Varennes-Vauzelles
Varennes-Vauzelles è un comune francese di 9 778 abitanti situato nel dipartimento della Nièvre nella regione della Borgogna-Franca Contea.

## Società

### Evoluzione demografica
Abitanti censiti